# Yōichi Ui
Yōichi Ui (宇井陽一?, Ui Yōichi; Chiba, 27 novembre 1972) è un pilota motociclistico giapponese, ritiratosi dall'attività agonistica.

## Carriera
La sua carriera nelle competizioni del motomondiale si è protratta per vari anni, dal debutto avvenuto grazie ad una wild card ottenuta per gareggiare nel Gran Premio motociclistico del Giappone 1995 nella classe 125 guidando una Yamaha, sino alla partecipazione avvenuta nel Gran Premio motociclistico del Giappone 2007 nella classe 250, ancora una volta grazie ad una wild card.
Tra le due date ha corso diverse stagioni complete, soprattutto nella ottavo di litro, giungendo due volte al secondo posto nella classifica generale, una prima volta nel motomondiale 2000 alle spalle di Roberto Locatelli ed una seconda l'anno successivo alle spalle di Manuel Poggiali; in entrambi i casi era alla guida di una Derbi.
Il suo palmarès comprende anche tre titoli nazionali nel campionato di velocità giapponese tra il 1995 (la vittoria che l'aiutò anche ad ottenere la wild card per il motomondiale) e il 2009.
Al di là della classe 125 le sue partecipazioni a gare nelle altre categorie sono state abbastanza sporadiche e sono limitate a due presenze in classe 250 ed a tre nella MotoGP. Il resoconto finale delle sue partecipazioni iridate mostra dei numeri di tutto rispetto con 133 partecipazioni coronate da undici vittorie nei singoli gran premi (la prima in occasione sempre del gran premio di casa nel 2000), da ventidue piazzamenti sul podio, da 17 pole position e nove giri veloci in gara.

## Risultati nel motomondiale
| 1995 | Classe | Moto   |  |  |    |  |  |  |  |  |  |  |  |  |  |  |  |  |  |  | Punti | Pos. |
| ---- | ------ | ------ |  |  | -- |  |  |  |  |  |  |  |  |  |  |  |  |  |  |  | ----- | ---- |
| 1995 | 125    | Yamaha |  |  | 15 |  |  |  |  |  |  |  |  |  |  |  |  |  |  |  | 1     | 31º  |

| 1996 | Classe | Moto   |     |  |     |    |    |    |    |     |    |   |     |     |   |   |    |  |  |  | Punti | Pos. |
| ---- | ------ | ------ | --- |  | --- | -- | -- | -- | -- | --- | -- | - | --- | --- | - | - | -- |  |  |  | ----- | ---- |
| 1996 | 125    | Yamaha | Rit |  | Rit | 17 | 18 | 15 | 14 | Rit | 10 | 7 | Rit | Rit | 6 | 8 | NP |  |  |  | 36    | 18º  |

| 1997 | Classe | Moto   |     |     |    |    |   |   |   |   |     |   |     |    |    |   |     |  |  |  | Punti | Pos. |
| ---- | ------ | ------ | --- | --- | -- | -- | - | - | - | - | --- | - | --- | -- | -- | - | --- |  |  |  | ----- | ---- |
| 1997 | 125    | Yamaha | Rit | Rit | 22 | 10 | 7 | 4 | 5 | 8 | Rit | 3 | Rit | 10 | 18 | 8 | Rit |  |  |  | 77    | 12º  |

| 1998 | Classe | Moto   |     |     |   |   |    |   |    |   |     |     |   |     |   |    |  |  |  |  | Punti | Pos. |
| ---- | ------ | ------ | --- | --- | - | - | -- | - | -- | - | --- | --- | - | --- | - | -- |  |  |  |  | ----- | ---- |
| 1998 | 125    | Yamaha | Rit | Rit | 7 | 5 | 11 | 7 | 12 | 3 | Rit | Rit | 6 | Rit | 5 | 15 |  |  |  |  | 76    | 11º  |

| 1999 | Classe | Moto  |    |   |     |     |  |     |   |   |     |   |   |     |   |   |    |    |  |  | Punti | Pos. |
| ---- | ------ | ----- | -- | - | --- | --- |  | --- | - | - | --- | - | - | --- | - | - | -- | -- |  |  | ----- | ---- |
| 1999 | 125    | Derbi | 13 | 4 | Rit | Rit |  | Rit | 6 | 7 | Rit | 5 | 9 | Rit | 3 | 7 | 10 | NP |  |  | 84    | 11º  |

| 2000 | Classe | Moto  |     |   |   |    |   |     |     |   |   |   |   |     |   |   |     |   |  |  | Punti | Pos. |
| ---- | ------ | ----- | --- | - | - | -- | - | --- | --- | - | - | - | - | --- | - | - | --- | - |  |  | ----- | ---- |
| 2000 | 125    | Derbi | Rit | 2 | 1 | 21 | 1 | Rit | Rit | 1 | 1 | 1 | 2 | Rit | 3 | 3 | Rit | 2 |  |  | 217   | 2º   |

| 2001 | Classe | Moto  |   |   |     |    |    |   |     |   |    |   |   |   |   |   |   |   |  |  | Punti | Pos. |
| ---- | ------ | ----- | - | - | --- | -- | -- | - | --- | - | -- | - | - | - | - | - | - | - |  |  | ----- | ---- |
| 2001 | 125    | Derbi | 2 | 1 | Rit | 11 | 18 | 5 | Rit | 1 | 19 | 4 | 2 | 4 | 1 | 1 | 1 | 1 |  |  | 232   | 2º   |

| 2002 | Classe | Moto  |     |     |   |     |   |     |   |   |   |    |     |     |    |    |    |     |  |  | Punti | Pos. |
| ---- | ------ | ----- | --- | --- | - | --- | - | --- | - | - | - | -- | --- | --- | -- | -- | -- | --- |  |  | ----- | ---- |
| 2002 | 125    | Derbi | Rit | Rit | 6 | Rit | 2 | Rit | 8 | 8 | 8 | 17 | Rit | Rit | 12 | 12 | 13 | Rit |  |  | 65    | 13º  |

| 2003 | Classe | Moto             |   |   |   |   |   |     |   |     |     |   |    |    |    |    |    |     |  |  | Punti | Pos. |
| ---- | ------ | ---------------- | - | - | - | - | - | --- | - | --- | --- | - | -- | -- | -- | -- | -- | --- |  |  | ----- | ---- |
| 2003 | 125    | Aprilia e Gilera | 6 | 4 | 8 | 6 | 6 | Rit | 4 | Rit | Rit | 9 | NP | 21 | 17 | 18 | 11 | Rit |  |  | 76    | 13º  |

| 2004 | Classe | Moto    |    |   |     |    |    |     |     |     |   |  |  |  |  |  |  |  |  |  | Punti | Pos. |
| ---- | ------ | ------- | -- | - | --- | -- | -- | --- | --- | --- | - |  |  |  |  |  |  |  |  |  | ----- | ---- |
| 2004 | 125    | Aprilia | 15 | 7 | Rit | 22 | 18 | Rit | Rit | Rit | 7 |  |  |  |  |  |  |  |  |  | 19    | 22º  |

| 2004 | Classe | Moto       |  |  |  |  |  |  |  |  |  |  |  |    |    |    |    |  |  |  | Punti | Pos. |
| ---- | ------ | ---------- |  |  |  |  |  |  |  |  |  |  |  | -- | -- | -- | -- |  |  |  | ----- | ---- |
| 2004 | MotoGP | Harris WCM |  |  |  |  |  |  |  |  |  |  |  | 15 | NQ | 19 | 21 |  |  |  | 1     | 28º  |

| 2006 | Classe | Moto   |  |  |  |  |  |  |  |  |  |  |    |  |  |  |    |  |  |  | Punti | Pos. |
| ---- | ------ | ------ |  |  |  |  |  |  |  |  |  |  | -- |  |  |  | -- |  |  |  | ----- | ---- |
| 2006 | 250    | Yamaha |  |  |  |  |  |  |  |  |  |  | NE |  |  |  | 19 |  |  |  | 0     |      |

| 2007 | Classe | Moto   |  |  |  |  |  |  |  |  |  |  |    |  |  |  |    |  |  |  | Punti | Pos. |
| ---- | ------ | ------ |  |  |  |  |  |  |  |  |  |  | -- |  |  |  | -- |  |  |  | ----- | ---- |
| 2007 | 250    | Yamaha |  |  |  |  |  |  |  |  |  |  | NE |  |  |  | 14 |  |  |  | 2     | 27º  |

| Legenda | 1º posto        | 2º posto            | 3º posto            | A punti      | Senza punti        | Grassetto – Pole position Corsivo – Giro più veloce |
| Legenda | Gara non valida | Non qual./Non part. | Ritirato/Non class. | Squalificato | '-' Dato non disp. | Grassetto – Pole position Corsivo – Giro più veloce |